# 青丘一
青丘一（長蛇座β），又名CD-33 8018，HD 103192、SAO 202901、HR 4552，是長蛇座的一颗恒星，视星等为4.28，位于銀經289.27，銀緯27.41，其B1900.0坐标为赤經11h 47m 51.3s，赤緯-33° 27.41′ 6″。